# 湖南市立水戸小学校
湖南市立水戸小学校（こなんしりつ みとしょうがっこう）は、滋賀県湖南市水戸町にある市立の小学校。

## 概要
1970年代、湖南工業団地とそれに伴う宅地の造成による児童数増加に伴い、下田小学校から分離して開校した。湖南工業団地で多くの外国人が働いている関係で、学校には日系ブラジル人などの子ども達が多く在籍するため、外国籍児童は全校児童の2割を占める。そのため校報は日本語だけでなくポルトガル語でも配布している。
湖南市が設置する外国人児童・生徒向けの無償の日本語初期指導教室「さくら教室」はこの水戸小学校内にあり、2018年時点では日系ブラジル人を中心にボリビア人, フィリピン人などの子ども20人が、日本の言葉や習慣を学んでいる。

## 沿革
- 1977年（昭和52年）4月1日 - 甲西町立下田小学校より分離し、甲西町立水戸小学校として開校[2]。同年、体育館が竣工する。
- 1979年（昭和54年） - プール竣工、運動場の遊具が完成。
- 1981年（昭和56年） - びわこ国体（第36回国民体育大会）の炬火（）リレーに参加。同大会の開会式に本校の鼓笛隊が出演する。
- 1984年（昭和59年） - 人工芝遊具を新設。同年、滋賀県より「体力作り推進校」に指定される（1年次発表）。
- 1985年（昭和60年） - 「体力作り推進校」研究発表大会（滋賀県主催）が開かれる。
- 1986年（昭和61年） - アスレチックとつどいの庭が完成する。
- 1987年（昭和62年） - 日本学校体育研究連合会（学体連）より表彰を受ける。
- 1988年（昭和63年） - ジャングルジムを新設する。
- 1990年（平成2年） - アヒル飼育場を新設する。
- 1991年（平成3年） - 外国人児童の日本語指導講師 (非常勤）が配置される。
- 1992年（平成4年） - 「全国花いっぱいコンクール地域花壇の部」で努力賞を受賞。
- 1995年（平成7年） - 滋賀県より、青少年赤十字研究推進校の委託を受ける。
- 1996年（平成8年） - 第20回滋賀県青少年赤十字研究推進委託校として研究発表大会を開催する。同年、記念モニュメント「なかよし」を建立する。
- 1997年（平成9年） - 「PTA親子ふれあい活動」を開始。
- 1998年（平成10年） - 水戸の子どもを語る会（愛称：「楽しく作ろう会」）を開始する。
- 1999年（平成11年） - 日本語指導を行う教員の加配が行われ、同教員による日本語指導を開始する。同年、滋賀県社会福祉協議会より会長表彰を受ける。
- 2000年（平成12年） - 「甲西町ことばの教室」が完成する。
- 2001年（平成13年） - 異年齢ふれあい体験事業（愛称：「友だちいっぱいキラキラ交流会」）を開始する。
- 2003年（平成15年） - 「農業パイロット事業」を開始する。
- 2004年（平成16年）10月1日 - 甲賀郡甲西町と石部町が合併して湖南市が発足。湖南市立水戸小学校に改称。

## 基礎データ

### 象徴
- 校歌 - 作詞：原美智子、作曲：川澄健一[5]

### スローガン
- 校訓 - ふるさと水戸（心のふるさとづくり）
- 教育目標 - 夢に向かって「トライ」し、支え合い、高め合う子どもの育成（合い言葉は「トライ」）[6]

## 学区
西峰町、若竹町、水戸町、梅影町、大池町、高松町、小砂町、岩根字ワンワン山の一部、下田字一の瀬の一部、下田字桐山の一部、岩根字天野山、岩根字場広山、日枝あおい

## 進学先
- 湖南市立日枝中学校[7]

## 学区内の主な施設
- 湖南工業団地
- にごり池自然公園
- サンヒルズ甲西
- 京進のほいくえんHOPPA湖南水戸
- 甲西大池郵便局

## アクセス
- 湖南市コミュニティバス「水戸保育園」停留所下車。